# Mouldi Kefi
Mouldi Kefi (ur. 10 lutego 1946 w Al-Kaf) – tunezyjski dyplomata i polityk. 
Studiował filozofię na Université de Strasbourg II. Przez wiele lat pracował w służbie dyplomatycznej. Był ambasadorem w Nigerii (1990–1994), Ghanie, Liberii, Sierra Leone i Indonezji (2002–2005).
21 lutego 2011 został mianowany ministrem spraw zagranicznych w rządzie tymczasowym Mohameda Ghannouchiego. Stanowisko zachował w powołanym 27 lutego 2011 gabinecie Bedżiego Caida Essebsiego. Resortem kierował do 24 grudnia 2011.
Żonaty, ma czworo dzieci.